# Virgil Solis
Virgil Solis (Norimberga, 1514 – Norimberga, 1º agosto 1562) è stato un incisore, tipografo e pittore tedesco.

## Biografia
È noto soprattutto per le sue incisioni. Lavorò a xilografia, a bulino e all'acquaforte. Le sue incisioni illustrarono libri, tra cui Le metamorfosi di Ovidio, la Bibbia, le Favole di Esopo, cicli mitologici greci, opere di Hans Sachs e, nel 1555, L'Armoriale del Sacro Romano Impero. Realizzò anche ritratti, ex-libris, scene di caccia,
Il suo stile eclettico univa la figuratività e la decoratività della scuola italiana a quella della scuola tedesca di Dürer e della scuola francese di Bernard Salomon.
Tra i suoi assistenti di bottega ci fu anche Jost Amman.
Molte delle creazioni della sua bottega, tra cui gli elaborati passepartout che adornavano le incisioni, divennero modelli decorativi, presenti in vari campi: dall'ebanistica, all'oreficeria, alle armi. Nessuna opera pittorica è stata attribuita con certezza a lui.
Dopo la morte di Virgil Solis la sua vedova sposò il suo assistente e continuò con lui l'attività della bottega, fino all'inizio del Diciassettesimo secolo.